# Street Fighter IV
Street Fighter IV (ストリートファイターⅣ?, Sutorīto Faitā Fō) è un videogioco picchiaduro del 2008, sviluppato e pubblicato da Capcom per PlayStation 3, Xbox 360, Nintendo 3DS e Microsoft Windows. Si tratta del quarto capitolo della famosa saga di videogiochi Street Fighter, il primo a essere sviluppato per le console di settima generazione.
In Europa il gioco è stato ripubblicato nel 2010 sotto il nome di Super Street Fighter IV.

## Trama
La trama si colloca tra Street Fighter II e Street Fighter V.  Con la presunta "dipartita" di M. Bison  (ucciso da Akuma in SFII) il malvagio Seth, capo dell'organizzazione S.I.N., organizza un nuovo torneo mondiale con lo scopo di trovare Ryu per assorbire il suo potere nascosto (Satsoui no Hadou) e alimentare una nuova arma biologica denominata "progetto B.L.E.E.C.E." ed eliminare qualsiasi altro ostacolo intralci i suoi piani di conquista. Vecchi e nuovi lottatori parteciperanno dunque alla competizione, ognuno con le proprie motivazioni e obbiettivi. 
Alla fine sarà proprio M.Bison (tornato in vita grazie ad un nuovo corpo, seppur non completo del tutto) a sconfiggere Seth e a mandare all'aria i suoi piani di conquista; in seguito Juri approfitterà per assumere il comando del S.I.N., ormai privato del suo padrone.

## Versioni

### Street Fighter IV

#### Versione arcade
La Capcom ha realizzato due tipi di cabinati: la prima tipologia di cabinati è pensata per giocare in LAN mentre la seconda si chiama "mode-select" ed è pensata per il single player in quanto permetterà di selezionare tra quattro modalità di gioco; naturalmente è sempre possibile giocare con altri giocatori in quanto anche questo è collegabile via LAN.
Come per tutti i cabinati giapponesi più recenti, anche quello di Street Fighter IV supporterà l'uso di IC Card su cui salvare il proprio profilo con i propri dati e gli extra sbloccati.

#### Versione per console
Street Fighter IV è giunto su Xbox 360 e PlayStation 3 dopo l'uscita della versione arcade. Le versioni per console casalinghe hanno a disposizione dei personaggi esclusivi e la possibilità di scaricare costumi aggiuntivi per i personaggi, oltre ad avere molte più modalità di gioco.

#### Versione PC
La versione per PC ha tre filtri grafici in esclusiva: Inchiostro, Acquarello, Posterizzato si trovano nella sezione opzioni video, include un benchmark interno, questa edizione è stata distribuita a partire dal 3 luglio 2009.

### Super Street Fighter IV
La versione riveduta e corretta del gioco è stata pubblicata il 27 aprile 2010 in Europa per Xbox 360 e PlayStation 3 con il nome Super Street Fighter IV. Il gioco presenta alcune modifiche a livello di gameplay, come la ricalibrazione dei personaggi, la disponibilità per ogni personaggio di due Ultra al posto dell'unica presente in Street Fighter IV, la riproposizione degli storici bonus stage di Street Fighter II (quelli in cui bisognava distruggere una macchina o dei barili) e diversi nuovi personaggi come le new entry Juri e Hakan (vedi tabella di riferimento).
Tra le novità previste ci sono anche due nuove modalità di gioco online: la prima si chiama "Team Battle" e consente a più giocatori di scontrarsi in match 2 contro 2 o 4 contro 4, mentre la seconda si chiama "Endless Battle" e consiste in una serie infinita di scontri in cui chi vince continua e chi perde torna in fondo alla lista d'attesa; il titolo renderà inoltre disponibili subito tutti i personaggi che in Street Fighter IV andavano sbloccati.
La nuova iterazione del capitolo è stata distribuita sul mercato il 27 aprile 2010 negli Stati Uniti e il 30 aprile dello stesso anno in Europa e i suoi aggiornamenti non saranno disponibili come contenuti aggiuntivi scaricabili ma unicamente residenti su supporto fisico; per venire incontro a chi ha già comprato il gioco "base", questa nuova iterazione uscirà a prezzo ribassato.
Successivamente la versione è stata sviluppata anche per la console Nintendo 3DS, sotto il nome di Super Street Fighter 4 3D Edition, ed è stata distribuita sul mercato nel marzo del 2011 .

### Super Street Fighter IV: Arcade Edition
Una versione arcade di Super Street Fighter IV fu pubblicata da Capcom nel dicembre 2010 con il titolo Super Street Fighter IV: Arcade Edition, la quale aggiunge Yun, Yang, Evil Ryu e Oni tra i personaggi giocabili. Nel corso del 2011 fu pubblicato sia come gioco stand-alone sia come aggiornamento scaricabile sempre per PlayStation 3 e Xbox 360. Verso la fine dello stesso anno fu resa disponibile una patch di bilanciamento chiamata Version 2012.
La rivista Play Generation diede alla versione per PlayStation 3 un punteggio di 96/100, apprezzando l'edizione più completa del miglior picchiaduro in circolazione e come contro che salvo i quattro nuovi personaggi, non offriva novità di rilievo, soprattutto per gli utenti che possedevano già SSF IV, finendo per trovarla la migliore edizione del picchiaduro che aveva riacceso la passione per le sberle digitali, che però nel caso si possedeva già SSF IV era un acquisto trascurabile.

### Ultra Street Fighter IV
Aggiunge altri 5 lottatori (Elena, Rolento, Hugo, Poison e Decapre), di cui per la prima volta giocabile la lottatrice Doll di M.Bison Decapre (Dicembre), generata clonando Cammy.

### LeCollector's Edition
Di entrambe le versioni dei giochi sono state realizzate delle edizioni speciali con contenuti aggiuntivi qua di seguito sono illustrate nel dettaglio.

#### Street Fighter IV: Collector's Edition
Di Street Fighter IV è stata pubblicata un'edizione speciale per Xbox 360 e PlayStation 3, contenente:
- una copia del gioco;
- un DVD per la versione Xbox 360 e un Blu-ray per la versione PlayStation 3 contenente l'anime Street Fighter IV - Legami che incatenano (durata 65 minuti). Da segnalare in qualità di materiale extra una serie di trailer;
- una guida alle bio e alle mosse dei personaggi edita da Udon;
- i codici per alcuni contenuti extra scaricabili online da Marketplace e PS Store (5 costumi inediti per altrettanti personaggi del gioco);
- le action figure di Ryu e C. Viper.

#### Super Street Fighter IV Collector's Edition
L'edizione speciale di Super Street Fighter IV comprenderà:
- la colonna sonora del gioco;
- una raccolta di video, trailer e artwork;
- un nuovo cartone animato dedicato al personaggio di Juri disponibile in esclusiva nella versione per Xbox 360;
- il download gratuito del pacchetto dei costumi alternativi dei seguenti personaggi: Guile, Blanka, Dhalsim, Gen e Fei Long.

## Personaggi
Il gioco include tutti i personaggi di Super Street Fighter II Turbo, alcuni da Alpha e altri da SFIII, è anche un crossover con la serie Final Fight.
| Ver.     | Street Fighter IV |                                                   |                   |                           |
| Ver.     | Super Street Fighter IV                                                                                                   |                                                   |                   |                           |
| Ver.     | Street Fighter IV Arcade Edition                                                                                          |                                                   |                   |                           |
| Ver.     | Ultra Street Fighter IV                                                                                                   |                                                   |                   |                           |
| Classici | Akuma Balrog Blanka Cammy Chun-Li Dan Dhalsim E. Honda Fei Long Gen Guile Ken M. Bison Ryu Rose Sagat Sakura Vega Zangief | Adon Cody Dee Jay Dudley Guy Ibuki Makoto T. Hawk | Evil Ryu Yang Yun | Elena Hugo Poison Rolento |
| Nuovi    | Abel C. Viper El Fuerte Gouken Rufus Seth                                                                                 | Hakan Juri                                        | Oni               | Decapre                   |

Gouken incarna la legenda di Sheng Long; Oni raffigura Akuma al pieno Satsui no Hado; Seth è il boss finale del gioco.

## Modalità di gioco
Il gioco ha la grafica in 3D ma il gameplay è rimasto in 2D; questo si appoggia all'utilizzo di sei tasti come da tradizione della serie: tre per i pugni e tre per i calci (debole, medio e forte). Sono state aggiunte nuove mosse, nuove ambientazioni, combo e mosse speciali.
Ecco alcune delle novità di questo capitolo:

### Mosse speciali Ex
Già presenti in Street Fighter III, si tratta dei colpi speciali classici (tipo l'Hadoken), però potenziati; il rovescio della medaglia è che rispetto alle mosse speciali classiche, consumano una parte della barra delle mosse speciali, quella che una volta caricata, permette di eseguire una Super combo (vedi paragrafi a seguire).

### Focus Attack
Il Focus Attack (Saving System nell'edizione giapponese) consiste in un colpo speciale ottenibile premendo i due colpi medi (calcio e pugno) o un tasto dedicato assegnato al controller che può essere caricato fino a tre livelli: è una sorta di evoluzione del sistema di parry presente nel terzo capitolo; eseguendo il colpo infatti, il nostro guerriero assorbirà l'attacco nemico e sferrerà un contrattacco che, a seconda del livello di carica, potrà anche stordire l'avversario rendendolo vulnerabile a un successivo assalto. I più esperti poi, potranno cancellare il Focus Attack e proseguire nella combo, cosa che apre diversi scenari e alternative per i livelli più alti di gioco.

### Super e Ultra combo
Mentre le Super combo sono quelle già viste nei precedenti Street Fighter ottenibili caricando un'apposita barra, le ultra rappresentano una novità: funzionano in maniera simile alle Super Combo ma godono di una barra apposita che si carica venendo attaccati (mentre quella delle Super si carica attaccando) e, ovviamente, tanto più piena sarà la barra, tanto più male farà il colpo quando (se) andrà a segno. Le Ultra fanno molti più danni rispetto alle Super e sono state pensate per cercare di permettere al giocatore che accumula subito un marcato svantaggio di poter "rientrare in partita".

### Quick stand
Nel momento in cui si viene atterrati dall'avversario, premendo il direzionale basso o i colpi deboli (pugno e calcio) contemporaneamente si può eseguire un recupero veloce, utile per evitare di finire preda di un eventuale attacco da parte dell'avversario durante il rialzamento da terra. Questa funzione serve a compensare almeno in parte il fatto che rispetto ai precedenti titoli non vi è forma di effettuare recuperi in caduta quando si viene lanciati o colpiti in salto.

## Stage
Sono presenti più di venti stage in cui combattere (il numero varia a seconda delle versioni) spesso con oggetti interattivi come tradizione della serie.
- Small Airfield (Africa): qui è possibile notare un aereo che decolla cui si può anche rompere un'ala con una super eseguita nelle vicinanze. Dall'aereo è possibile notare l'uscita di Balrog, di Vega se quest'ultimo è impegnato nella lotta o di Bison se entrambi si stanno affrontando.
- Beautiful Bay (Sud-est asiatico): tipico scenario vietnamita-birmano, è ambientato su una imbarcazione locale situata su una baia al tramonto. Caratteristica dello stage è uno strano umanoide in lontananza a forma di scimmia. Morning Mist Bay è la versione mattutina nella nebbia.
- Crowded Downtown (Cina): originario remake dello storico stage di Chun-Li, si tratta della solita strada affollata di un villaggio cinese. Come da tradizione, è molto animato e pieno di personaggi secondari indaffarati (un cameraman, un negoziante, ecc.). Run-Down Back Alley è la versione notturna.
- Cruise Ship Stern (Europa): interno di una nave da crociera con platea.
- Drive-In at Night (Stati Uniti): stage di strada ambientato in un drive-in americano con automobili hotrod che saltano e spettatori che interagiscono con cadute sui cofani a seconda delle mosse.
- Historic Distillery (Europa): raffigura una distilleria di whisky. Eseguendo una super è possibile far rotolare via le botti. Si vede l'esterno della distilleria con un pastore e delle pecore al pascolo.
- Inland Jungle (America Meridionale): stage ricco di animali che compiono svariati movimenti. Pitch-Black Jungle è la versione notturna.
- Old Temple (Estremo Oriente): tempio dichiaratamente giapponese, vi si scontrano i boss segreti nella versione arcade. Deserted Temple è la versione più decadente e polverosa.
- Overpass (Estremo Oriente): un'area di periferia sotto un cavalcavia giapponese.
- Snowy Rail Yard (Europa): mostra un binario con locomotiva innevato all'alba. Gli spettatori possono essere buttati a terra con un colpo potente.
- Volcanic Rim (Oceania): un'isola sperduta con un vulcano in eruzione e un imponente fiume di lava.
- Secret Laboratory: stage del boss finale Seth, è un laboratorio supertecnologico con addetti al lavoro.
- Training Stage: uno stage praticamente vuoto per gli allenamenti e le sfide. Si tratta di una stanza rettangolare con pavimento e pareti coperte da mattonelle bianche (rettangolari anch'esse), dall'atmosfera asettica e neutra.

In Super Street Fighter IV sono presenti altri stage aggiuntivi: Skyscraper Under Construction (USA), Solar Eclipse (Africa), Festival at the Old Temple (Corea), Exciting Street Scene (India). In Ultra Street Fighter 4 sono stati aggiunti altri 6 nuovi stage: Mad Gear Hideout (USA), Blast Furnace (Europa), Pitstop 109 (Sud-est asiatico), Half Pipe (USA), Cosmic Elevator (America Meridionale), Jurassic Era Research Facility (Posto sconosciuto).
Lo stage Crumbling Laboratory sostituisce Secret Laboratory in tutte e due le versioni: è lo stesso laboratorio ma stavolta in macerie.

## Accoglienza
| Testata                       | Versione      | Giudizio |
| ----------------------------- | ------------- | -------- |
| Metacritic (media al 10/4/22) | Xbox 360      | 84/100   |
| Metacritic (media al 10/4/22) | PlayStation 3 | 83/100   |
| Metacritic (media al 10/4/22) | PlayStation 4 | 71/100   |
| Metacritic (media al 10/4/22) | PC            | 82/100   |
| OpenCritic (media al 10/4/22) | collettivo    | 76/100   |

Poco tempo dopo la sua pubblicazione, il gioco è arrivato in cima alle classifiche di vendita.
La rivista Play Generation classificò l'edizione Super Street Fighter come il sesto miglior titolo picchiaduro del 2010.